# Nudo de buena suerte

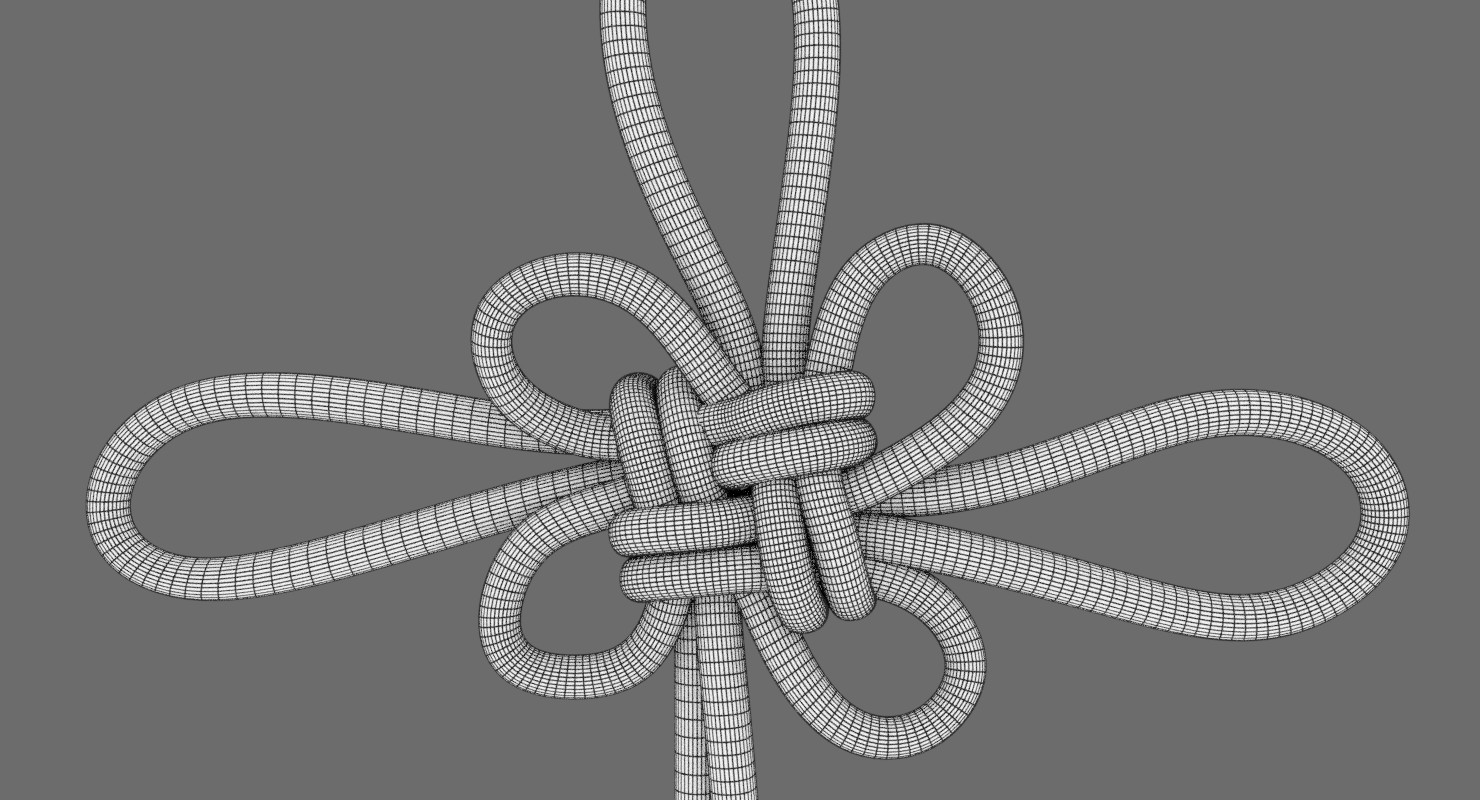
Nudo de buena suerte.

El nudo de buena suerte, también conocido como nudo de crisantemo y nudo de una sola mente, es un nudo decorativo, que puede verse en imágenes talladas en una estatua de la diosa de la misericordia de Asia oriental, Guan Yin, que fue creada entre el 557 y el 588 d. C. y luego encontrada en una cueva en el noroeste de China.